# König-Ludwig-Weg

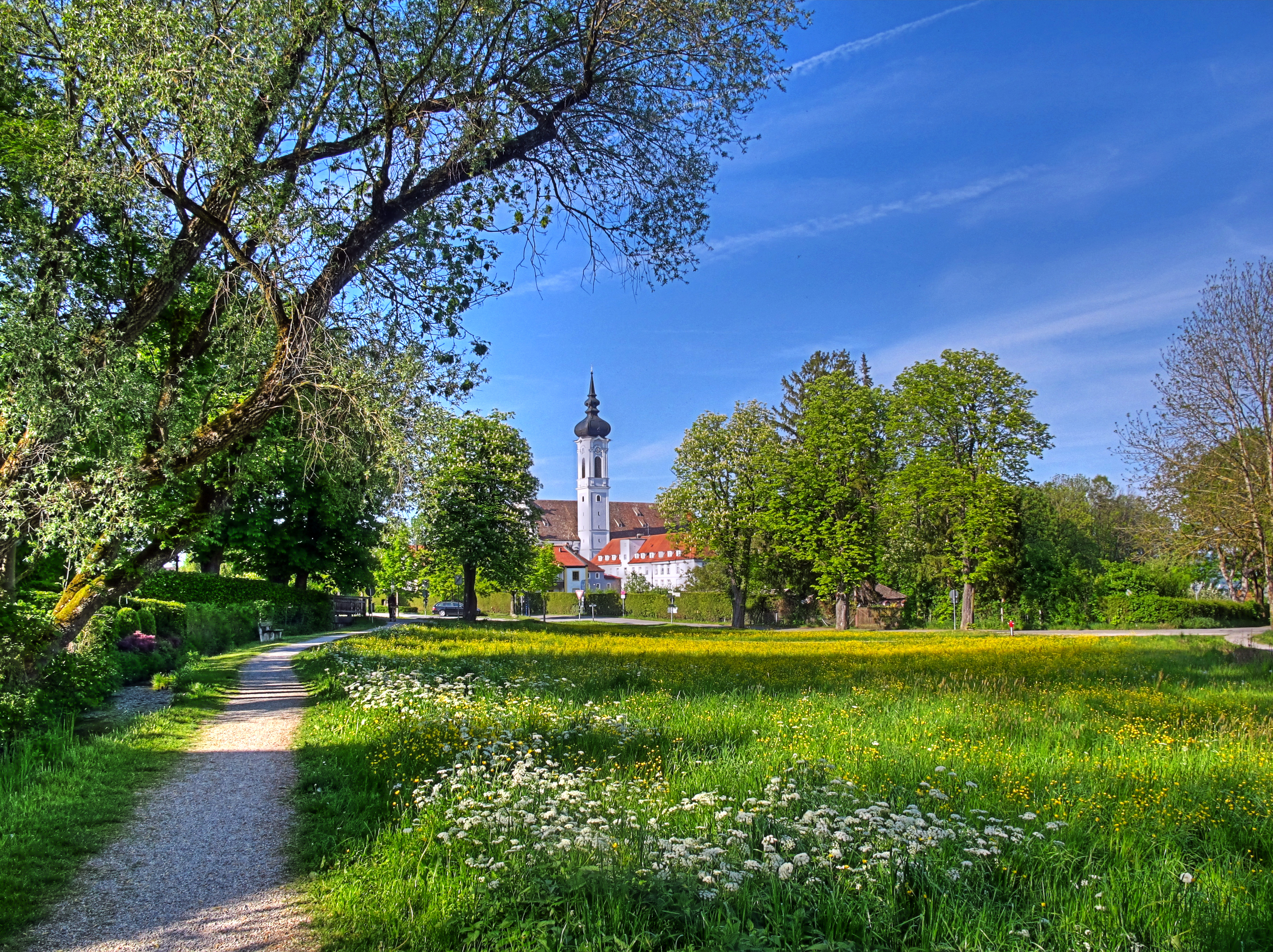
Wanderweg bei Dießen

Der König-Ludwig-Weg ist ein 1977 eröffneter Fernwanderweg, der nach dem bayerischen König Ludwig II. benannt ist. Der Weg beginnt in Berg am Starnberger See, wo Ludwig II. im Jahre 1886 ums Leben kam, und endet in Füssen am Fuße der Alpen. Die Länge des Weges beträgt etwa 120 km.
Nach dem Start in Berg führt der König-Ludwig-Weg über Starnberg nach Herrsching am Ammersee. Alternativ dazu ist auch eine Bootsfahrt nach Pöcking möglich, wodurch sich die Wanderstrecke etwas verkürzt. Mit dem Schiff erreicht man Dießen am Südende des Ammersees. Der Weiterweg erfolgt über Wessobrunn mit seinem bekannten Kloster, Hoher Peißenberg mit Wallfahrtskirche, Peiting, Rottenbuch, die Wieskirche (UNESCO-Weltkulturerbe) und Trauchgau.
Über Hohenschwangau mit den weltbekannten Königsschlössern Neuschwanstein und Hohenschwangau erreicht man schließlich die am Lech gelegene Stadt Füssen.